# JDA Dijon Basket
O Jeanne d'Arc Dijon Basket é um clube profissional de basquetebol sediado na cidade de Dijon, França que atualmente disputa a Liga Francesa. Foi fundado em 1880 e manda seus jogos no Palais des Sports Jean-Michel Geoffroy que possui capacidade de 4628 espectadores.

## Títulos
- 2x  Copas da França:  1993, 2006